# Kärevere
Kärevere este o arie protejată (arie specială de conservare — SAC, sit de importanță comunitară — SCI, arie de protecție specială avifaunistică — SPA) din Estonia întinsă pe o suprafață de 2.510 ha, integral pe uscat.

## Localizare
Centrul sitului Kärevere este situat la coordonatele 58°27′04″N 26°31′26″E / 58.4512°N 26.5238°E.

## Înființare
Situl Kärevere a fost declarat sit de importanță comunitară în aprilie 2004 pentru a proteja 11 specii de animale. Alte tipuri de protecție:
- arie de protecție specială avifaunistică (în aprilie 2004)[2]
- arie specială de conservare (în mai 2007)[1][3][4]

## Biodiversitate
Situată în ecoregiunea boreală, aria protejată conține 8 habitate naturale: Cursuri de apă de la nivel de câmpie la nivel montan, cu vegetație Ranunculion fluitantis și Callitricho-Batrachion, Liziere de ierburi înalte hidrofile de câmpie și de nivel montan până la alpin, Pajiști aluvionare boreale nordice, Mlaștini alcaline, Taiga vestică, Păduri fino-scandinave bogate în ierburi cu Picea abies, Păduri caducifoliate de mlaștină fino-scandinave, Păduri aluvionare cu Alnus glutinosa și Fraxinus excelsior (Alno-Padion, Alnion incanae, Salicion albae).
La baza desemnării sitului se află mai multe specii protejate:
- păsări (4): uliu porumbar (Accipiter gentilis arrigonii), gâscă de semănătură (Anser fabalis), ciocănitoare cu spate alb (Dendrocopos leucotos), Gallinago media
- nevertebrate (3): Dytiscus latissimus, Hypodryas maturna, fluturele purpuriu (Lycaena dispar)
- pești (4): avat (Aspius aspius), zvârluga (Cobitis taenia), zglăvoacă (Cottus gobio), țipar (Misgurnus fossilis)

Pe lângă speciile protejate, pe teritoriul sitului au mai fost identificate 1 specie de păsări.